# Museo d'arte orientale (Coccaglio)
Il Museo d'arte orientale, indicato anche come Collezione Mazzocchi o Collezione d'arte orientale,  è un museo d'arte specializzato con sede a Coccaglio, in provincia di Brescia, che conserva opere nipponiche prevalentemente settecentesche e ottocentesche.

## Storia
La collezione viene raccolta nel corso dei viaggi che il commerciante-bachicolotore Pompeo Mazzocchi intraprende per affari in Giappone. 
Si reca la prima volta in Giappone nel 1864 a causa dell'epidemia di pebrina che stava colpendo la sericoltura in  Italia, per importare seme-bachi sani ed evitare il collasso dell'economia locale. Mazzocchi andrà in  Giappone per 15 volte, fino al 1880, importando oltre ai bachi da seta molteplici opere d'arte.
Per anni la collezione è stata custodita nella casa ottocentesca della famiglia Mazzocchi.
A seguito della donazione nel 1961 del figlio Cesare ai comuni di Coccaglio e Torbole Casaglia, viene creata la Fondazione Pompeo e Cesare Mazzocchi che si occupa della gestione del museo, e la collezione trasferita in una nuova sede messa a disposizione dalla Fondazione Monauni.

## L'allestimento e la collezione
L'allestimento è stato curato dal direttore Paolo Linetti, prevede quattro sale con eguali sezioni. Nella prima sala, si fa riferimento alla figura di Pompeo Mazzocchi e l'allevamento del baco da seta. Sono rappresentati, oltre al suo ritratto e a quello della moglie in abiti orientali, alcune illustrazioni del Sol levante ai tempi di Mazzocchi, i lasciapassare utilizzati dal mercante per i suoi viaggi in Oriente.
La seconda sezione è dedicata alla situazione politica e storica dell'Impero Giapponese e alla classe dei Bushi.
Sono esposte due preziose armature del XVIII e XIX secolo, alcune spade e un arco del XIX secolo. Completa la sala una serie di stampe di  Hiroshige, raffiguranti vedute del Giappone.
La terza sala è dedicata al quotidiano giapponese: gli oggetti di uso comune esposti mostrano la cura e la raffinata eleganza con la quale i giapponesi decoravano gli oggetti del loro quotidiano, prendendo ispirazione da aspetti naturali e dagli aspetti mitologici giapponesi. Tra gli oggetti si trovano gioielli, vasi, statuette, scrittoi e netsuke.
La quarta sezione si occupa dell'Ukiyo-e dal trionfo della xilografia della scuola Utagawa: scene con  geishe, samurai, dame della corte imperiale, combattimenti navali e mostri sono l'oggetto su cui si posa l'attenzione dell'ultima sala del museo.